# Občanství Evropské unie
Občanství Evropské unie získává automaticky každý občan členského státu Unie. Občanství Unie doplňuje občanství členského státu, nenahrazuje je. Občané Unie mají práva stanovená evropským právem, mimo jiné:
- právo svobodně se pohybovat a pobývat na území členských států. Více viz článek Svoboda pohybu.
- právo volit a být volen ve volbách do Evropského parlamentu a v obecních volbách v členském státě, v němž mají bydliště, za stejných podmínek jako státní příslušníci tohoto státu
- na území třetí země, kde členský stát, jehož jsou státními příslušníky, nemá své zastoupení, právo na diplomatickou a konzulární ochranu kterýmkoli jiným členským státem
- petiční právo k Evropskému parlamentu
- právo obracet se na evropského ombudsmana
- právo obracet se na orgány a poradní instituce Unie v jazyce členských zemí a obdržet odpověď ve stejném jazyce

## Právní základ
Občanství upravuje čl. 20 a násl. Smlouvy o fungování Evropské unie a čl. 9 až 11 Smlouvy o Evropské unii.
Svobodu pohybu a pobytu upravuje článek 45 Listiny základních práv Evropské unie, článek 3 Smlouvy o Evropské unii, článek 21 Smlouvy o fungování Evropské unie.